# Johan Witteveen
Hendrikus Johannes Witteveen, dit Johan Witteveen, né le 12 juin 1921 à Zeist (Pays-Bas) et mort le 23 avril 2019 à Wassenaar (Pays-Bas), est un homme politique, professeur et économiste néerlandais.
Ministre des Finances à deux reprises, vice-Premier ministre des Pays-Bas et ministre des Affaires économiques, il est le cinquième directeur général du FMI.

## Biographie
De 1947 à 1963, Johan Witteveen a travaillé au Centraal Planbureau, un bureau pour l'analyse de la politique économique néerlandaise, notamment sous la présidence de Jan Tinbergen. Du 5 avril 1967 au 6 juillet 1971, il est ministre des Finances au sein du gouvernement de centre-droit formé par le dirigeant du Parti populaire chrétien Piet de Jong. Il est lui-même membre du Parti populaire libéral et démocrate.
Il est par la suite devenu le cinquième directeur général du Fonds monétaire international (FMI) du 1er septembre 1973 au 16 juin 1978. Après son mandat, il sera jusqu'en 1985 le premier président du « G30 », un think tank dont le siège est à Washington, et que la fondation Rockefeller venait tout juste de lancer. Ce groupe réunissait des financiers importants et des universitaires qui cherchaient à approfondir la compréhension des problèmes économiques et financiers et à examiner les conséquences des décisions des secteurs publics et privés relatifs à ces sujets (institutions financières internationales, banques centrales, le marché des changes et la monnaie).

## Ouvrages
- (nl) Loonhoogte en werkgelegenheid (thèse), 1946
- (nl) Conjunctuur theorie en Conjuctuurpolitiek, 1952
- (nl) Wie is dat?,1956
- (nl) Universeel Soefisme, De weg van liefde, harmonie en schoonheid (traduit de l'anglais), 1995
- (nl) Soefisme en economie (traduit de l'anglais) ; titre original : Sufism and Economics, manuscript, 2001
- (nl) Tot de Ene, De weg van het universeel Soefisme, 2006
- (nl) Soefisme, De religie van het hart, Essenties uit het werk van Hazrat Inayat Khan, 2010

## Distinctions
- Commandeur de l'ordre du Lion néerlandais